# Sächsische Volkszeitung
Die Sächsische Volkszeitung war die einzige katholische Tageszeitung in Sachsen und erschien vom 2. Juli 1902 bis zum 31. Mai 1941.

## Geschichte
Die Sächsische Volkszeitung stand der katholischen Zentrumspartei Sachsen nahe und war ein Ableger von deren größter Zeitung Germania. Hauptschriftleiter war  Paul Heßlein.
Die Sächsische Volkszeitung hatte eine eigene Druckerei, die Saxonia-Druckerei in Dresden.
Ab 1927 gab das Bistum Meißen einmal wöchentlich das St. Bennoblatt als Beilage zur Sächsischen Volkszeitung heraus. Im St. Bennoblatt wurden vorwiegend amtliche Bekanntmachungen des bischöflichen Ordinariats veröffentlicht.
Die Sächsischen Volkszeitung bestand als christliche Wochenzeitung bis 1941. Im Mai dieses Jahres untersagten die nationalsozialistischen Behörden die weitere Publikation. Offizielle Begründung war der wegen des Krieges eingetretene Papiermangel. Damit war die katholische Presse in Sachsen ausgelöscht.
Einen Neuanfang gab es 1951 mit der Wochenzeitung Tag des Herrn, die jedoch von mehreren Bistümern für die gesamte DDR (mit Ausnahme des Bistums Berlin) herausgegeben wurde.